# Inha Orjechova
Inha Orjechova (in ucraino Інга Орєхова?; Sebastopoli, 10 novembre 1989) è una cestista ucraina con cittadinanza austriaca.

## Carriera
È stata selezionata dalle Atlanta Dream al secondo giro del Draft WNBA 2014 (18ª scelta assoluta).